# Слива американська
Слива американська (Prunus americana) — вид квіткових рослин із підродини мигдалевих (Amygdaloideae).

## Біоморфологічна характеристика
Це кущ чи дерево, 15–80 дм, помірно колюче. Гілочки зазвичай запушені, іноді голі. Листки опадні; ніжка 4–19 мм; пластинка зазвичай еліптична, широкоеліптична чи оберненояйцювата, рідко яйцювата, 5–11 × 2–5.5 см, краї ˂грубо˃, подвійно зазубрені, зубці гострі, загнуті, верхівка зазвичай різко загострена, рідко гостра, поверхні голі або з рідким ворсистим покриттям вздовж головних жилок. Суцвіття — 2–5-квіткові, зонтикоподібні пучки. Квітконіжки (4)8–20 мм, зазвичай голі, іноді запушені. Квітки розпускаються до або під час появи листя; гіпантій оберненоконічний, 2.5–5 мм, зазвичай голий, іноді волосистий, зовні; чашолистки широко розпростерті до відігнутих, яйцеподібні до ланцетних, 2–3.5(5) мм, краї цілі або неправильно або туманно-залізисто-зубчасті; пелюстки білі, від овальних до видовжено-обернено-яйцюватих, 7–12 мм. Кістянки червоні, помаранчеві чи жовтуваті, від субкулястих до еліпсоїдних, 15–30 мм, голі; мезокарпій м'ясистий; кісточки яйцеподібні, сильно сплощені. 2n=16.

## Поширення, екологія
Ареал: Канада (Манітоба, Онтаріо, Саскачеван); США (Вайомінг, Вісконсин, Мічиган, Массачусетс, Мериленд, Мен, Луїзіана, Кентуккі, Канзас, Айова, Індіана, Джорджія, Флорида, Алабама, Арканзас, Колорадо, Коннектикут, Делавер, Округ Колумбія, Міннесота, Міссісіпі, Міссурі, Монтана , Небраска, Нью-Гемпшир, Нью-Джерсі, Нью-Мексико, Нью-Йорк, Північна Кароліна, Північна Дакота, Огайо, Оклахома, Пенсильванія, Род-Айленд, Південна Кароліна, Південна Дакота, Теннессі, Юта, Вермонт, Вірджинія, Західна Вірджинія, Іллінойс, Аризона). Діапазон висот: від 1000 до 2300 метрів над рівнем моря. Цей вид росте на ґрунтах із середньою та грубою текстурою, від кислих до помірно лужних, віддаючи перевагу лісистим місцям існування, чагарникам та іноді преріям; він також пов'язаний з прибережними зонами. Цей вид відвідують багато видів бджіл, ос, метеликів і жуків; плоди також їдять ссавці, переважно руда та сіра лисиця.

## Використання
Американська слива є декоративною рослиною, яка також використовується як захист від вітру та для декоративних насаджень на дорогах і біля берегів. Плоди цього виду їстівні в сирому вигляді, їх часто їдять як консервацію або варення. Також відомо, що він має лікувальні властивості для лікування захворювань, від шкірних захворювань до астми. Prunus americana має потенціал для використання як донор генів для покращення врожаю персика, сливи, абрикоса.

## Загрози й охорона
Американська слива сприйнятлива до надмірного випасу, витоптування, певних хвороб. Американська слива зустрічається в широкому діапазоні охоронюваних територій.

## Галерея

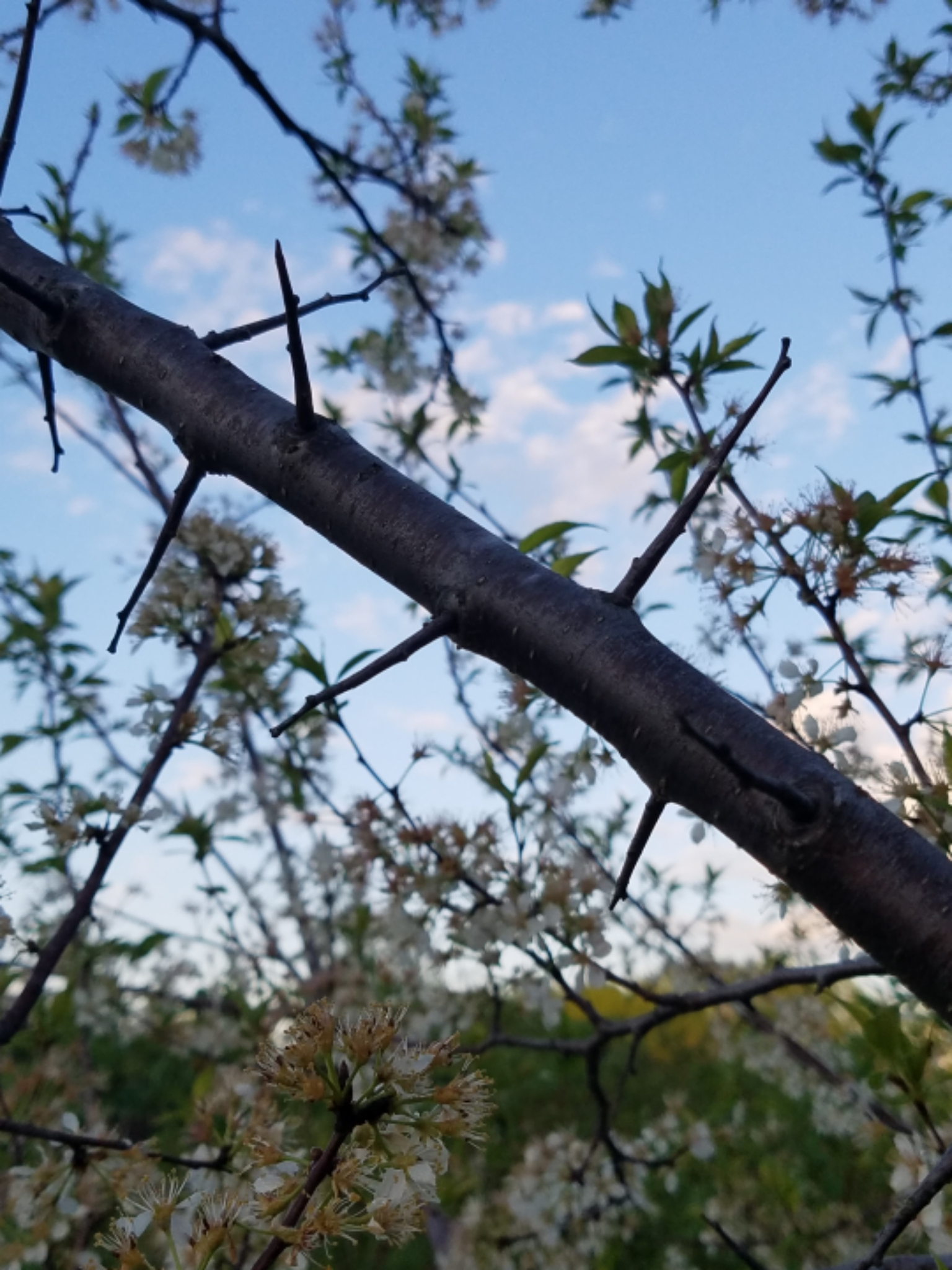
„колючки“
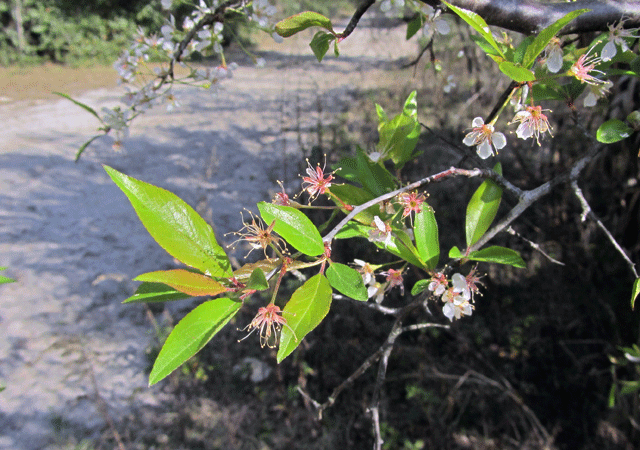
листки
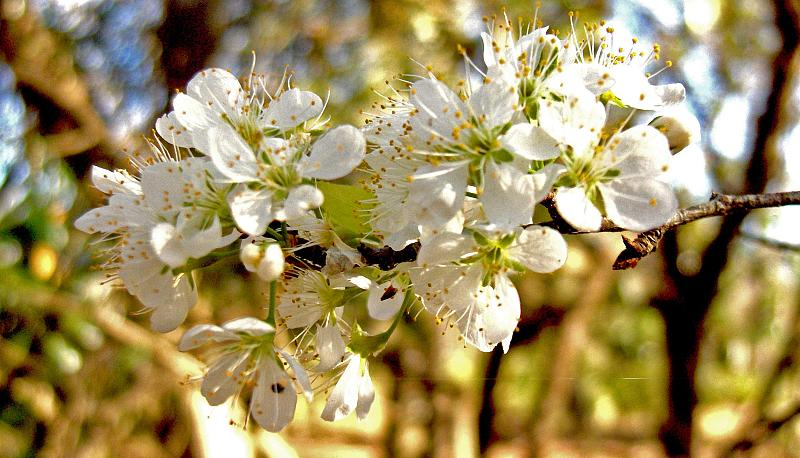
квітки
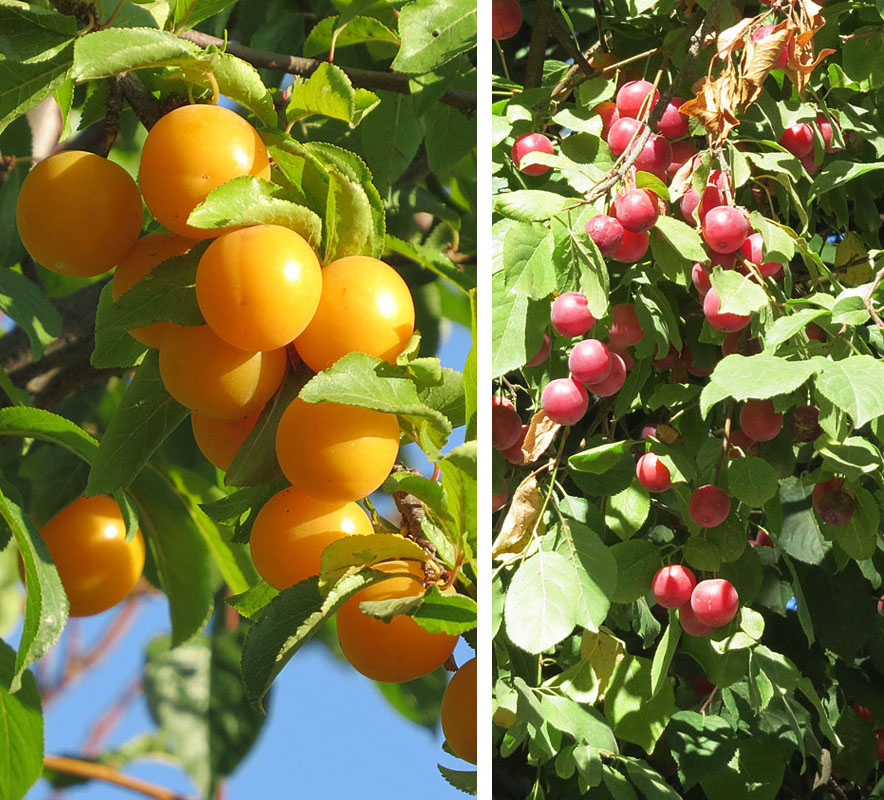
плоди
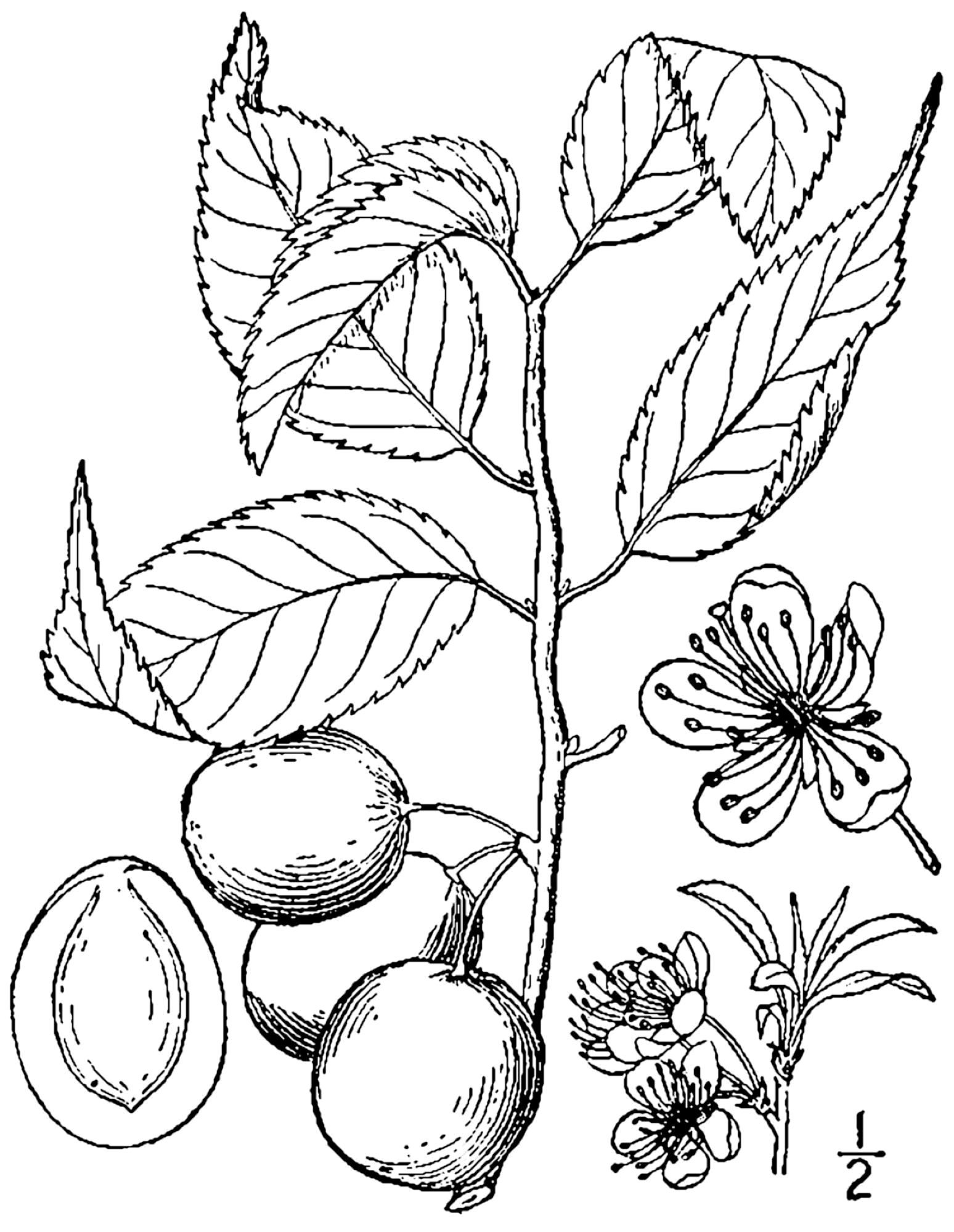
ілюстрація